# Saint-Sylvestre, Haute-Vienne
Saint-Sylvestre este o comună în departamentul Haute-Vienne din centrul Franței. În 2009 avea o populație de 904 de locuitori.

## Evoluția populației
| An        | 1975 | 1982 | 1990 | 1999 | 2006 | 2009 |
| --------- | ---- | ---- | ---- | ---- | ---- | ---- |
| Populație | 648  | 660  | 668  | 715  | 790  | 904  |